# ジェームズ・ホロウェイ3世
ジェームズ・レミュエル・ホロウェイ3世（James Lemuel Holloway III、1922年2月23日 - 2019年11月26日）は、アメリカ合衆国の海軍軍人。最終階級は海軍大将。1974年6月29日に第20代アメリカ海軍作戦部長に就任、1978年7月1日に退役するまで同職を務めた。父親のジェームズ・レミュエル・ホロウェイ Jr.提督も現役時には海軍大将まで昇った海軍軍人であり、このように親子二代がともに現役時に海軍大将まで昇ったケースはきわめて異例である。

## 経歴
第二次世界大戦中の1942年6月に海軍兵学校を卒業し、海軍に入隊する。駆逐艦に乗り込み北大西洋輸送船団護衛および北アフリカ戦線に参加。その後太平洋戦線に移り「DD-662 ベニオン」砲術士官として乗り組み、スリガオ海峡海戦では戦艦「山城」、巡洋艦「最上」、駆逐艦「朝雲」に砲雷撃し損害を与える。
第二次世界大戦後、ホロウェイは海軍飛行士となり朝鮮戦争ではF9Fを操縦、空母「CV-45 ヴァリー・フォージ」航空隊で勤務する。1958年、空母「CV-9 エセックス」航空隊ではA-4を操縦し、台湾海峡に派遣され金門砲戦に対しての警戒活動に従事した。
ベトナム戦争中の1965年から1967年まで、「CVAN-65 エンタープライズ」艦長を務め、トンキン湾などで展開する。その後に国防総省で勤務することとなり、1968年「原子力動力空母計画」を確立しニミッツ級航空母艦量産の道筋を立てた。
1970年に第6艦隊で勤務、ヨルダンによるシリア侵入に対して空母による空爆作戦を実行するために空母戦闘群司令官として東部地中海に派遣される。ここでの功績により「CV-62 インディペンデンス」と共に殊勲章を授与される。
1972年、第7艦隊司令官に就任し、北ベトナム・ハイフォン港に対する駆逐艦による艦砲射撃作戦やラインバッカー2号作戦を実行する。
1974年6月29日に第20代海軍作戦部長に就任する。在任期間中はマヤグエース号事件や在レバノン・アメリカ人避難作戦、ポプラ事件に対処した。
1978年7月1日に退役。

## 退役後
退役後はペイン・ウェバー社の顧問やアメリカ合衆国商船組合のアメリカン旗船運営者協会理事長を1988年まで務める。
1980年、前年に中止されたイーグルクロー作戦の特別検証グループ長を務める。1985年にはブッシュ副大統領の下でテロリズム防止に関するタスクフォースの役員を務め、大統領ブルーリボン委員会の国防メンバーも務める。1986年に副大統領付き中東特使に任命される。
1985年には映画『トップガン』の技術顧問を務める。
その後も、海軍兵学校学術諮問委員会、海軍航空機協会会長、ジョージC.マーシャル財団理事長ほか海軍関係の外郭団体等に勤めた。
2019年11月26日、97歳で死去。